# Armed Forces Special Weapons Project
 (décembre 2023).
Si vous disposez d'ouvrages ou d'articles de référence ou si vous connaissez des sites web de qualité traitant du thème abordé ici, merci de compléter l'article en donnant les références utiles à sa vérifiabilité et en les liant à la section « Notes et références ».

Insigne de l’Armed Forces Special Weapons Project.

L’Armed Forces Special Weapons Project (littéralement « Projet sur les armes spéciales des forces armées », AFSWP) est une agence militaire américaine responsable des aspects militaires des armes nucléaires à la suite du remplacement du projet Manhattan par la Commission de l'énergie atomique en 1947.
Les responsabilités de l'AFSWP comprenaient l'entretien, le stockage, la surveillance, la sécurisation et la manipulation des armes nucléaires, ainsi que l'organisation des essais nucléaires. L'AFSWP était gérée par trois services et le major-général Leslie Richard Groves, l'ancien chef du projet Manhattan, en a été le premier chef.
En 1958, l'AFSWP est devenu la Defense Atomic Support Agency (DASA), une agence liée au département de la Défense des États-Unis.